# Anzi
Anzi é uma comuna italiana da região da Basilicata, província de Potenza, com cerca de 1.930 habitantes. Estende-se por uma área de 76 km², tendo uma densidade populacional de 25 hab/km². Faz fronteira com Abriola, Brindisi Montagna, Calvello, Castelmezzano, Laurenzana, Pignola, Potenza, Trivigno.
Conhecida como Anxia durante o período romano.

## Demografia
| Variação demográfica do município entre 1861 e 2011                               |
|                                                                                   |
| Fonte: Istituto Nazionale di Statistica (ISTAT) - Elaboração gráfica da Wikipedia |